# 短茎葶苈
短茎葶苈（学名：Draba nemorosa f. acaulis）为十字花科葶苈属葶苈下的一个变型。分布于西伯利亚以及中国大陆的甘肃、四川、青海、西藏等地，生长于海拔1,400米至4,750米的地区，多生于山坡草丛以及高山草甸，目前尚未由人工引种栽培。 